# Parc d'État William M. Tugman
Le parc d'État William M. Tugman est un parc d'État américain situé près de Lakeside en Oregon.

## Histoire

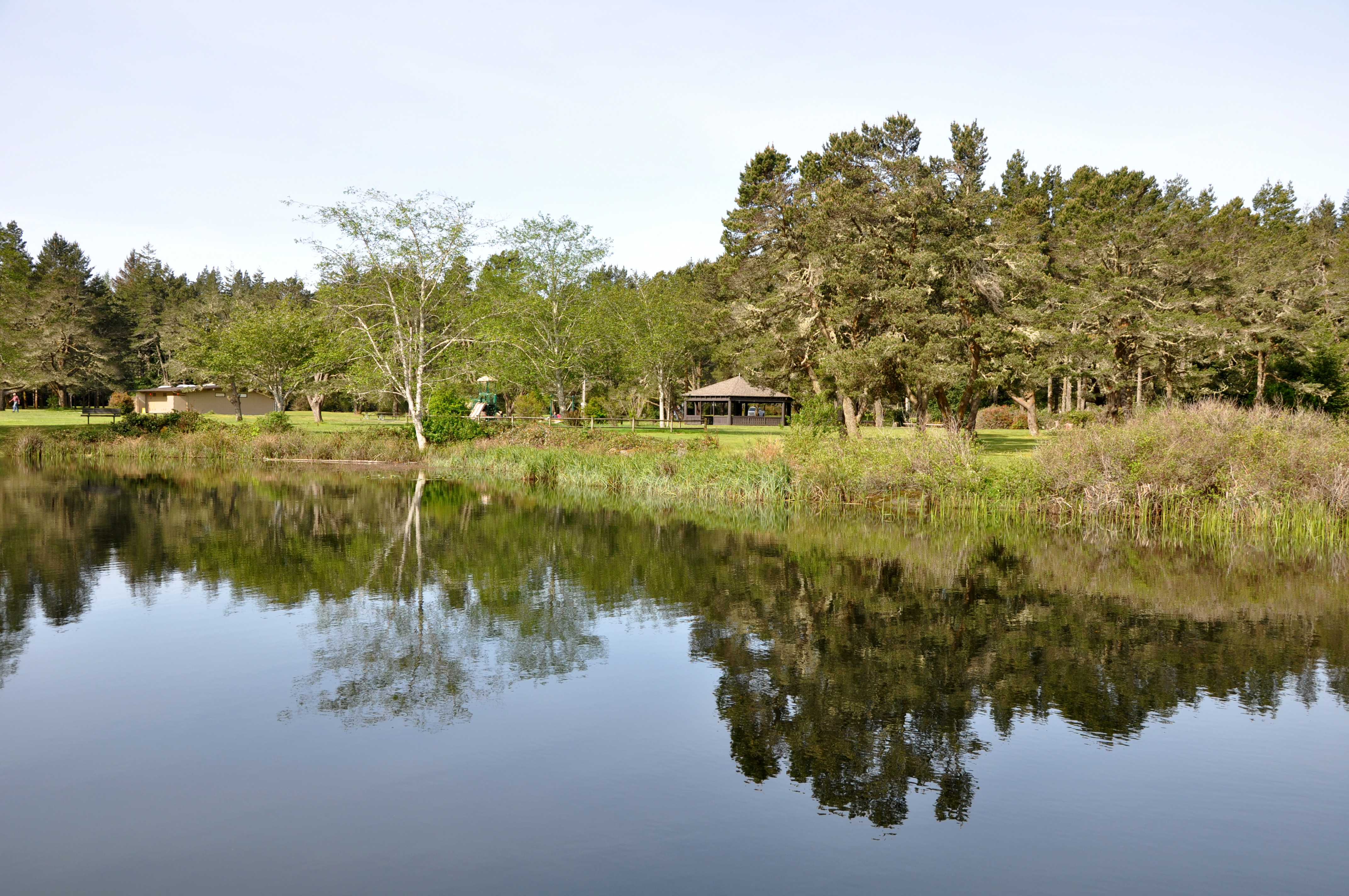
Le lac Eel dans le parc d'État.

Le parc est créé de 1962 à 1976 par l'achat de terres à des propriétaires privés et grâce à un don de la commission des jeux de l'Oregon. Il s'étend sur 560,48 acres (226,82 ha) atour du lac Eel (en).
Le parc est nommé en l'honneur de William M. Tugman, homme de presse d'Eugene et premier président du Comité consultatif sur les parcs d'État de l'Oregon en 1957.

## Activités
Il est possible de passer une journée dans le parc ou d'y dormir la nuit. Le parc accueille environ 320 000 visiteurs par an, dont environ 45 000 campeurs. Outre la randonnée dans le parc, la pêche, la nage et divers sports nautiques se pratiquent sur le lac Eel.

## Faune et flore
Les forêts du parc sont principalement composées d'aulnes, cèdres, épicéas et sapins. Elles sont peuplées de cerfs et de plusieurs oiseaux (balbuzards, grues, aigles). Les eaux du lac Eel sont également riches en achigans à grande bouche, crapets, truites arc-en-ciel et saumons argentés.